# Davis Cup
Davis Cup là một giải đấu đồng đội quốc tế hàng đầu ở quần vợt nam. Giải được điều hành bởi Liên đoàn quần vợt quốc tế (ITF) và được tổ chức hàng năm giữa các đội tuyển của các quốc gia theo thể thức loại trực tiếp. Giải đấu lần đầu tiên diễn ra vào năm 1900 giữa hai đội Hoa Kỳ và Vương quốc Anh. Đến năm 2022, đã có 148 quốc gia tham dự giải đấu. Cho đến nay, Mỹ thắng Davis Cup nhiều nhất (32 lần), sau đó đến Úc (28 lần), rồi đến Anh và Pháp (mỗi nước 9 lần).
Giải đấu tương đương của các tay vợt nữ là Billie Jean King Cup, trước đây được biết đến là Fed Cup. Úc, Nga, Cộng hoà Séc và Hoa Kỳ là những quốc gia đã tổ chức cả hai giải đấu Cup trong cùng một năm.

## Hồ sơ và số liệu thống kê

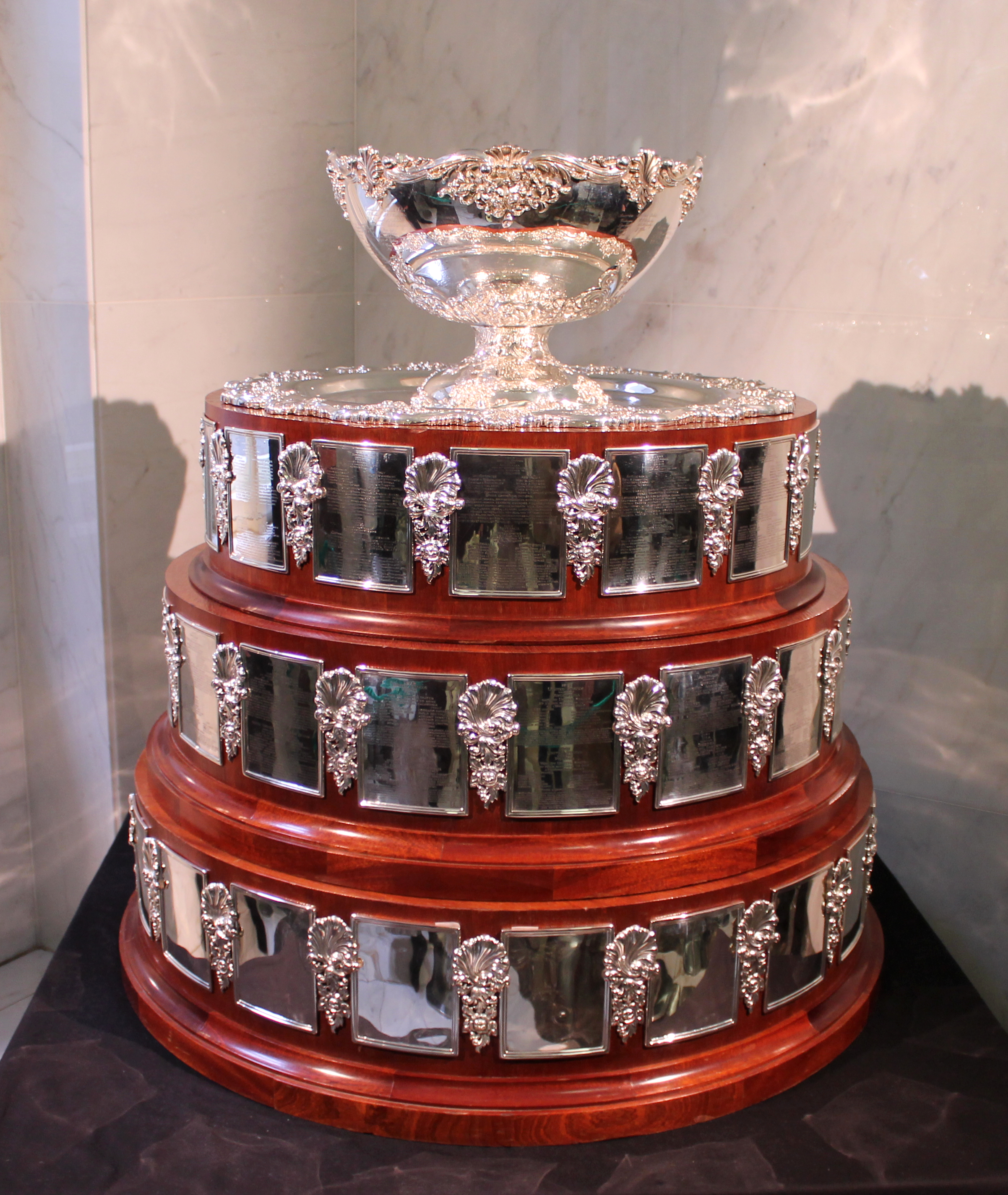
Davis Cup

### Đội
| Quốc gia                 | Năm vô địch | Á quân |
| ------------------------ | --- | --- |
| Hoa Kỳ                   | 1900, 1902, 1913, 1920, 1921, 1922, 1923, 1924, 1925, 1926, 1937, 1938, 1946, 1947, 1948, 1949, 1954, 1958, 1963, 1968, 1969, 1970, 1971, 1972, 1978, 1979, 1981, 1982, 1990, 1992, 1995, 2007 (32) | 1903, 1905, 1906, 1908, 1909, 1911, 1914, 1927, 1928, 1929, 1930, 1932, 1934, 1935, 1939, 1950, 1951, 1952, 1953, 1955, 1956, 1957, 1959, 1964, 1973, 1984, 1991, 1997, 2004 (29) |
| Úc                       | 1907, 1908, 1909, 1911, 1914, 1919, 1939, 1950, 1951, 1952, 1953, 1955, 1956, 1957, 1959, 1960, 1961, 1962, 1964, 1965, 1966, 1967, 1973, 1977, 1983, 1986, 1999, 2003 (28)                         | 1912, 1920, 1922, 1923, 1924, 1936, 1938, 1946, 1947, 1948, 1949, 1954, 1958, 1963, 1968, 1990, 1993, 2000, 2001 (19)                                                             |
| Pháp                     | 1927, 1928, 1929, 1930, 1931, 1932, 1991, 1996, 2001, 2017 (10) | 1925, 1926, 1933, 1982, 1999, 2002, 2010, 2014, 2018 (9) |
| Anh Quốc                 | 1903, 1904, 1905, 1906, 1912, 1933, 1934, 1935, 1936, 2015 (10) | 1900, 1902, 1907, 1913, 1919, 1931, 1937, 1978 (8) |
| Thụy Điển                | 1975, 1984, 1985, 1987, 1994, 1997, 1998 (7) | 1983, 1986, 1988, 1989, 1996 (5) |
| Tây Ban Nha              | 2000, 2004, 2008, 2009, 2011 , 2019 (6) | 1965, 1967, 2003, 2012 (4) |
| Tây Đức · Đức            | 1988, 1989, 1993 (3) | 1970, 1985 (2) |
| Tiệp Khắc · Cộng hòa Séc | 1980, 2012, 2013 (3) | 1975, 2009 (2) |
| Nga                      | 2002, 2006, 2021 (3) | 1994, 1995, 2007 (3) |
| Croatia                  | 2005, 2018 (2) | 2016 (1) |
| Ý                        | 1976 (1) | 1960, 1961, 1977, 1979, 1980, 1998 (6) |
| Argentina                | 2016 (1) | 1981, 2006, 2008, 2011 (4) |
| Canada                   | 2022 (1) | 2019 (1) |
| Serbia                   | 2010 (1) | 2013 (1) |
| Thụy Sĩ                  | 2014 (1) | 1992 (1) |
| Nam Phi                  | 1974 (1) | (0) |
| România                  | (0) | 1969, 1971, 1972 (3) |
| Ấn Độ                    | (0) | 1966, 1974, 1987 (3) |
| Bỉ                       | (0) | 1904, 2015, 2017 (3) |
| Nhật Bản                 | (0) | 1921 (1) |
| México                   | (0) | 1962 (1) |
| Chile                    | (0) | 1976 (1) |
| Slovakia                 | (0) | 2005 (1) |

### Tính theo quốc gia (từ năm 1972)
| Quốc gia                 | Số lần | Lần đầu | Lần cuối |
| Hoa Kỳ                   | 9      | 1972    | 2007     |
| Thụy Điển                | 7      | 1975    | 1998     |
| Úc                       | 6      | 1973    | 2003     |
| Tây Ban Nha              | 5      | 2000    | 2011     |
| Pháp                     | 4      | 1991    | 2017     |
| Tiệp Khắc · Cộng hòa Séc | 3      | 1980    | 2013     |
| Đức                      | 3      | 1988    | 1993     |
| Croatia                  | 2      | 2005    | 2018     |
| Nga                      | 2      | 2002    | 2006     |
| Nam Phi                  | 1      | 1974    | 1974     |
| Ý                        | 1      | 1976    | 1976     |
| Serbia                   | 1      | 2010    | 2010     |
| Thụy Sĩ                  | 1      | 2014    | 2014     |
| Anh Quốc                 | 1      | 2015    | 2015     |
| Argentina                | 1      | 2016    | 2016     |

## Bảng xếp hạng ITF hiện tại
| ITF Davis Cup Nations Ranking, tính đến ngày 4 tháng 2 năm 2019 | ITF Davis Cup Nations Ranking, tính đến ngày 4 tháng 2 năm 2019 | ITF Davis Cup Nations Ranking, tính đến ngày 4 tháng 2 năm 2019 | ITF Davis Cup Nations Ranking, tính đến ngày 4 tháng 2 năm 2019 |
| #                                                               | Quốc gia                                                        | Điểm                                                            | Thay đổi†                                                       |
| --------------------------------------------------------------- | --------------------------------------------------------------- | --------------------------------------------------------------- | --------------------------------------------------------------- |
| 1                                                               | Pháp                                                            | 3,263.75                                                        | Giữ nguyên                                                      |
| 2                                                               | Croatia                                                         | 3,025.75                                                        | Giữ nguyên                                                      |
| 3                                                               | Argentina                                                       | 1,568.50                                                        | Giữ nguyên                                                      |
| 4                                                               | Bỉ                                                              | 1,521.63                                                        | Giữ nguyên                                                      |
| 5                                                               | Anh Quốc                                                        | 1,191.63                                                        | Giữ nguyên                                                      |
| 6                                                               | Hoa Kỳ                                                          | 984.95                                                          | Giữ nguyên                                                      |
| 7                                                               | Tây Ban Nha                                                     | 914.94                                                          | Giữ nguyên                                                      |
| 8                                                               | Serbia                                                          | 727.25                                                          | Giữ nguyên                                                      |
| 9                                                               | Úc                                                              | 677.26                                                          | Giữ nguyên                                                      |
| 10                                                              | Ý                                                               | 610.13                                                          | Giữ nguyên                                                      |
| 11                                                              | Đức                                                             | 440.38                                                          | Giữ nguyên                                                      |
| 12                                                              | Kazakhstan                                                      | 392.88                                                          | Giữ nguyên                                                      |
| 13                                                              | Cộng hòa Séc                                                    | 341.25                                                          | Giữ nguyên                                                      |
| 14                                                              | Canada                                                          | 302.50                                                          | 2                                                               |
| 15                                                              | Thụy Điển                                                       | 294.00                                                          | 1                                                               |
| 16                                                              | Áo                                                              | 293.00                                                          | 1                                                               |
| 17                                                              | Nhật Bản                                                        | 283.75                                                          | Giữ nguyên                                                      |
| 18                                                              | Colombia                                                        | 210.25                                                          | Giữ nguyên                                                      |
| 19                                                              | Hà Lan                                                          | 202.50                                                          | 2                                                               |
| 20                                                              | Ấn Độ                                                           | 198.75                                                          | 1                                                               |

†Thay đổi sau khi cập nhật bảng xếp hạng trước